# Petachiah di Ratisbona
Petachiah di Ratisbona (Ratisbona, fine XII secolo – 1225 ?) è stato un rabbino e viaggiatore tedesco di cultura ebraica.
Petachiah ben Yakov, Moses Petachiah o Petechiah di Regensburg, è stato un dotto ebreo che girò tra la fine del XII secolo e il XIII, in numerose regioni dell'Europa orientale, del Caucaso e del Vicino Oriente.
La città bavarese di Ratisbona (Regensburg) vantava una numerosa e attiva comunità ebraica, come d'uso dedita agli studi di Ebraistica e ai commerci.

Petachiah era fratello del Rabbi Yitzhak ben Yaakov ha-Lavan, ossia "il Bianco", un giurista assai rinomato. Durante la fanciullezza, ebbe probabilmente come guida uno studioso di vaglia come Yehuda ben Shmuel, detto ha-Hasid, ossia "il Pio". 

Fu autore di numerose glosse al Talmud. Diventato un giovanotto, lascio Ratisbona e si trasferì a Praga.
Incerta è la data dei suoi viaggi. Probabilmente lasciò Praga tra il 1170 e il 1180, e fu certamente a Gerusalemme prima del 1187, dal momento che la descrive sotto il controllo del Regno latino di Gerusalemme. Poiché si crede che Yehuda ben Shmuel abbia scritto l'unica copia sopravvissuta del viaggiatore Petachiah, egli deve essere tornato a Ratisbona prima della morte di Yehuda il Pio nel 1217.
Petachiah viaggiò a est della Boemia, attraverso la Polonia, la Rutenia, l'Ucraina meridionale (che egli chiama Kedar, ossia Qedar), e le colonie genovesi di Gazaria, in Crimea. Descrisse ciò che sopravviveva dei Khazari e la prima comunità caraita di Crimea. Si recò quindi a sud, attraverso i khanati Kipchak e il Caucaso, in Armenia, soggiornando per qualche tempo a Nisibis. Da lì viaggiò alla volta della Mesopotamia, visitando Ninive, Sura, Pumbedita e Baghdad, prima di spostarsi in Persia. girando in direzione ovest, scese lungo il fiume Eufrate in Siria, visitando Aleppo e Damasco. Si recò poi nel Regno di Gerusalemme, recandosi in visita in luoghi della storia sacra israelitica, quali la Galilea e la Giudea, da cui prese forse il mare, descrivendo la Grecia. Da lì, presumibilmente, tornò in patria attraverso i Balcani.